# 카카오플레이스
카카오플레이스(KakaoPlace)는 카카오가 2013년 3월 출시한 소셜 장소 추천 서비스다.
맛집, 카페, 여행지 등 사용자들이 추천하는 인기 장소를 쉽게 공유할 수 있다. 카카오톡 친구 관계를 기반으로 지인들이 추천하는 믿을 수 있는 장소 정보를 손쉽게 공유할 수 있다. 플레이스 추천 메뉴를 이용하면 낯선 장소에 가더라도 자기 취향에 맞는 맛집을 한눈에 확인할 수 있어 탐색 시간을 줄일 수 있다.
2013년 4월 기준으로 이용자 수가 59만명까지 늘었다. 그러나 5월 39만명, 6월 34만명으로 지속적으로 감소해 왔다. 그러나 가능성을 본 기업 카카오는 이 앱을 폐지하지 않았다. 그러다 카카오맵, 카카오택시 등 연동하게 될만한 앱들이 많아지자 서비스 확대를 꾀하게 된다. 그래서 그동안 큰 변화 없던 이 서비스는 2016년 2.0 버전으로 업그레이드 하였다. 업데이트 직후 반응은 앱마켓 상위권에 오른 걸로 보아 좋은 것으로 보여졌다.

## 같이 보기
- 카카오맵